# Kim Thayil
Kim A. Thayil (Seattle, 4 september 1960) is een Amerikaans gitarist, die vooral bekend is van de door hem met Chris Cornell en Hiro Yamamoto opgerichte rockband Soundgarden. Thayil staat bekend om zijn zware, stevige riffs en wordt gezien als een pionier van het grunge-genre. Zelf zei hij in 1994 over zijn spel:
"Soundgarden is in mijn ogen een best goede band en zelf ben ik een prima gitarist. Ik ben geen god, maar ik ben zeker ook niet doorsnee. Ik voel me zeer prettig bij het feit dat weinig anderen hetzelfde kunnen als wat ik kan met een gitaar. Ik denk dat mijn gitaar tevreden is met hoe ik 'm bespeel."
Op de lijst van 100 Greatest Guitar Players of All Time van het toonaangevende muziektijdschrift Rolling Stone werd Thayil de honderdste plaats toebedeeld.

## Biografie
Tot zijn vijfde levensjaar woonde Kim Thayil in zijn geboortestad Seattle. Hij verhuisde met zijn ouders naar Park Forest in de Amerikaanse staat Illinois. Hier bracht hij het grootste deel van zijn jeugd door, hoewel hij ook een tijdje in India woonde, het land van zijn ouders.
In zijn tienerjaren luisterde hij veel naar platen van Kiss, The MC5, The New York Dolls, The Stooges en Velvet Underground. Deze bands inspireerden hem zodanig dat hij zelf gitaar ging spelen.
Nadat hij in 1981 zijn middelbareschooldiploma haalde, verhuisde hij met zijn vrienden Hiro Yamamoto en Bruce Pavitt naar Olympia. Omdat ze daar geen werk konden vinden verhuisden ze al gauw naar Seattle. Daar ging Thayil filosofie studeren aan de Universiteit van Washington. Thayil en Yamamoto gingen op kamers en leerden Chris Cornell kennen, die hun kamergenoot was. In 1984 richtte het drietal Soundgarden op.
Soundgarden werd een van de eerste grungebands die tekenden bij een groot platenlabel, namelijk A&M Records. De band bracht vijf studioalbums uit, waarvan drie platina-bekroond werden. Verder won de band twee Grammy Awards.
Nadat de band uit elkaar ging in 1997 leverde Thayil bijdrages aan nummers van onder meer Pigeonhed, Presidents of the United States of America, Sunn O))), Boris en Probot.
In 1999 vormde hij met Krist Novoselic, Jello Biafra en Gina Mainwal de eenmalige act No WTO Combo. Ze traden op tijdens de protesten rond de WTO-ministerstop in Seattle, wat werd vastgelegd op het livealbum Live from the Battle in Seattle.
Op 24 maart 2009 trad hij voor het eerst sinds het uiteenvallen van Soundgarden op met oud-bandleden Matt Cameron en Ben Shepherd. Samen met Tom Morello en Tad Doyle brachten ze drie Soundgarden-nummers ten gehore.
In 2010 kwam Soundgarden weer bij elkaar. De band bracht in 2012 King Animal uit, hun eerste studioalbum sinds 1996.

## Discografie
Soundgarden:
- Screaming Life (1987)
- Fopp (1988)
- Ultramega OK (1988)
- Louder Than Love (1989)
- Screaming Life/Fopp (1990)
- Loudest Love (1990)
- Badmotorfinger (1991/1992)
- Superunknown (1994)
- Songs from the Superunknown (1995)
- Down on the Upside (1996)
- A-Sides (1997)
- King Animal (2012)

No WTO Combo:
- Live from the Battle in Seattle (2000)

Probot:
- Probot (2004)